# 黃龜理
黃龜理（1902年8月8日—1995年1月14日），字景仁，小名紅嬰，臺灣新北市中和區人，生於新北市樹林區沙崙街附近，臺灣重要民俗木雕藝師。

## 生平
黃龜理，明治卅五年（1902年）生於今日新北市樹林區 ，世代皆於樹林務農，大正元年（1912年）大漢溪氾濫沖毀黃家農田，舉家遷移至中和積穗（又稱外員山，今屬新北市中和區）繼續務農。十二歲時由父親送至地方何秀才的私塾讀書認字受漢文教育。十四歲時觀看板橋接雲寺重修，開啟了木雕方面的興趣，因黃父與漳派大師陳應彬為舊識，15歲拜入其門下。首年在大龍峒保安宮學藝，與一般學徒無異，第二年才由陳應彬師傅傳授雕刻技藝。
1925年時，與羅東郡簡阿娣結為連理，婚後跟隨陳應彬轉戰臺灣各地廟宇，實地施作。黃龜理29歲時，簡阿娣不幸於往東港工作途中因病辭世，享年22，留有一男一女；1932年續弦，再娶台北州人吳招，此時便定居中和，不再四處搬遷。兩人共育有四男五女，其中兩兒一女於1945年不幸因盟軍空襲喪生。
在離開陳應彬師傅師門之後，黃龜理曾拜潘陽酒及徐陽平門下，習作神像雕刻。  1953年，51歲時艋舺龍山寺重新翻修，黃龜理建議廟方公開競標，所以今日龍山寺才能保存不少黃龜理作品。  
1964年，62歲時逢三峽祖師廟重建的因緣際會， 與李梅樹教授建立了良好合作的默契，後被李教授聘至國立臺灣藝專，開課傳授傳統木雕技藝（1964年至1974年）。 於1985年，80多歲時先後獲選為「國家重要民族藝師」，也獲得「民族藝術薪傳獎」，確立其大師之地位。
黃龜理曾參與北投關渡宮、萬丹萬惠宮、二重先嗇宮、艋舺龍山寺、三峽祖師廟、淡水祖師廟等木雕施作， 現今新北市政府設立黃龜理紀念館，以茲紀念傳承。

## 生平年表
- 1902，出生
- 1914年，12歲時至何秀才私塾啟蒙，學習讀書識字。
- 1917年，15歲時拜陳應彬為師傅（彬司）
- 1917-1920年，學徒生涯。首年在台北大龍峒保安宮學藝，次年正式傳授技藝，第三年出師。
- 1920年，十八歲時學藝出師，並拜於雕刻師潘陽酒與風水師徐陽平門下。拜徐陽平為師，讓黃龜理對於風水有更深認識，設計廟宇時有極大幫助。
- 1948年，四十六歲時受李梅樹之邀參與三峽祖師廟的修建。
- 1964-1974年，六十二歲時受時任國立藝專美術系主任李梅樹之邀，受聘於國立藝專擔任傳統木雕課程老師。
- 1985年，1970年代台灣經濟起飛，傳統技藝沒落，政府展開挽救措施。政府設立了“薪傳獎”八十三歲的黃龜理獲頒育部首屆薪傳獎。
- 1989-1990年，八十八歲時獲選為教育部首屆“國家重要民族藝術藝師
- 1993年，九十一歲於國家音樂廳舉辦人生首次個展
- 1995年，逝世，安葬於三芝北海福座墓園[4]
- 2001年，黃龜理紀念館開館

## 作品
黃龜理在作品和文書上之落款簽名，有黃紅嬰、黃景仁及黃龜理三款。
而「對場作」是傳統廟宇建築中， 最具台灣特色，其中充滿競爭色彩。 黃龜理因稱得上是全能的鑿花匠師，故接到的幾個重要廟宇的禮聘中，都擔任重要「花部」的雕刻製作。
其中著名的有萬丹萬惠宮的對場競作， 當時黃龜理26歲， 與年紀大他一倍的泉州溪底派大將楊秀興對場作比場，兩者年齡輩分懸殊，技藝皆一時之選， 而后作品竟不相上下， 黃龜理於此一戰成名，之後獲得接連獲得東港朝隆宮、東港新厝仔五榖殿，以及枋寮北勢寮保安宮之禮聘雕作機會。
| - 「媽祖」。 - 「許褚裸衣戰馬超」，左為許褚，右為馬超。 - 「關聖帝君」。 - 「張文遠約三事」，左為關羽，右為張遼。 |

### 重要代表作
- 板橋接雲寺正面
- 台北關渡宮
- 台北大龍峒保安宮後殿
- 拱範宮
- 頂泰山巖
- 淡水祖師廟
- 瑞芳金瓜石勸濟堂
- 台北三峽祖師廟
- 基隆和平島天后宮
- 基隆基隆護國城隍廟
- 台中林氏大宗祠三川殿前作品

## 連結
- 國立傳統藝術中心《黃龜理》
- 《黃龜理紀念館》
- 屏東縣歷史建築《北勢寮保安宮》
- 《和平島天后宮》[永久]